# واندا استانیسوافسکا-لت
واندا استانیسوافسکا-لُت (لهستانی: Wanda Stanisławska-Lothe؛ زادهٔ ۲۲ ژوئن ۱۹۱۰–۶ نوامبر ۱۹۸۵) بازیگر اهل لهستان بود. وی دانش‌آموختهٔ دانشکده علوم انسانی دانشگاه ویلنیوس بود.
از فیلم‌هایی که وی در آن‌ها نقش داشته‌است، می‌توان به سرنوشت‌های لهستانی، وقتی منو بگیری باهام چکار می‌کنی؟، شکنجه، کروز، دارکوب و شکار مگس‌ها اشاره نمود.